# Apă grea
Apa grea este apă care conține în proporție mult mai mare decât cea normală izotopul deuteriu al hidrogenului sub forma D2O (²H2O), sau HDO (¹H²HO). Proporția normală dintre deuteriu și hidrogen în apa standard VSMOW este de c. 156 ppm. Varietatea HDO mai este cunoscută și drept apă semigrea. Apa grea se folosește în unele reactoare nucleare.
Din punct de vedere al proprietăților macroscopice și chimice apa grea se comportă similar cu apa normală, sau "ușoară", însă atomii de hidrogen constituenți conțin un neutron în plus în nucleu, deoarece deuteriul, sau hidrogenul greu, este un izotop al hidrogenului. Ca urmare, densitatea ei este cu c. 11 % mai mare. Apa grea pură nu este radioactivă.
Există diferite metode pentru a separa apa grea. De disocierea sa electrolitică s-a ocupat inclusiv academicianul Emilian Bratu.

## Starea naturală
Apa grea se formează în natură în cantități extrem de mici (150 părți per milion), raportată la apa obișnuită (H2O). Se găsește în zonele abisale ale oceanelor, unde intră în alcătuirea mediului intern al organismelor abisale, având rol de reglare al metabolismului acestora în condiții de presiune hidrostatică foarte mare și temperaturi scăzute. Proprietățile apei grele sunt diferite de cele ale apei obișnuite, având punctul de fierbere la peste 100 °C (101,4 °C), cel de îngheț  de 3,8 °C și densitatea maximă (1,2 g/cm3) la 11,6 °C. Poate fi obținută în laborator prin hidroliză și distilare.

## Utilizare
Apa grea este utilizată în special ca moderator de neutroni în anumite tipuri de reactori nucleari printre care și cei de tip CANDU folosite la Cernavodă. În domeniul științific, o altă utilizare este în detectoarele de neutroni.

## Producție
Apa grea este un compus chimic similar cu apa obișnuită, în care atomii de hidrogen sunt înlocuiți de deuteriu, un izotop al hidrogenului care conține un proton și un neutron. În natură apă grea este amestecată cu apă obișnuită în proporție de 1 la 5000. Apa grea pură se obține din apa naturală prin tehnologii de schimb izotopic, distilare sau electroliză. 

### Schimbul izotopic hidrogen sulfurat-apă
Într-un amestec de hidrogen sulfurat–apă la echilibrul chimic, concentrația deuteriului în apă este mai mare decât în hidrogenul sulfurat. Diferența de concentrație depinde de temperatură. În practică, apă și hidrogenul sulfurat circulă în contracurent, între zone cu temperaturi diferite. În zona rece deuteriul trece din hidrogenul sulfurat (gaz) în apă. Gazul sărăcit în deuteriu este recirculat în zona caldă unde deuteriul trece din apă în hidrogenul sulfurat. Prin repetarea procesului de foarte multe ori concentrația deuteriului poate crește până la 20–30 %.  

### Distilarea fracționată
Deoarece moleculele de apă obișnuită se evaporă mai repede decât cele de apă grea, prin fierbere apa grea se concentrează în lichid. Prin repetarea succesivă a procesului se poate obține concentrația dorită. 

### Electroliză
Apa obișnuită disociază mai ușor la trecerea curentului electric decât apă grea. În acest mod se poate obține apă grea de concentrația dorită. 
La uzinele de producere a apei grele se utilizează combinații ale acestor tehnologii. Deși tehnologiile de producere a apei grele sunt foarte asemănătoare cu cele utilizate la producerea amoniacului sau alcoolului, din cauza randamentelor foarte scăzute realizate în procesele respective, puține țări din lume au construit asemenea instalații din cauza costurilor de investiție și operare foarte mari.
Țările producătoare de apă grea sunt de obicei țări care dețin reactori nucleari care folosesc apă grea, printre care Argentina, Canada, India, România și China.

## Tabel comparativ al proprietăților fizice între apa grea și apa ușoară
| Proprietăți                              | D2O (Apă grea) | H2O (Apă ușoară) |
| ---------------------------------------- | -------------- | ---------------- |
| Punct de solidificare (°C)               | 3.83           | 0.0              |
| Punct de fierbere (°C)                   | 101.72         | 100.0            |
| Densitate (la 20 °C, g/ml)               | 1.1056         | 0.9982           |
| Temperatura maximei densități (°C)       | 11.6           | 4.0              |
| Viscozitate (la 20 °C, centipoise)       | 1.25           | 1.005            |
| Tensiune superficială (la 25 °C, dyn·cm) | 71.93          | 71.97            |
| Căldură de solidificare (cal/mol)        | 1.515          | 1.436            |
| Căldură de vaporizare (cal/mol)          | 10.864         | 10.515           |

## În România
Până în anul 2015, România a fost cel mai mare producător de apă grea din Europa.